# Kanton Ardes
Kanton Ardes (fr. Canton d'Ardes) je francouzský kanton v departementu Puy-de-Dôme v regionu Auvergne. Tvoří ho 15 obcí.

## Obce kantonu
- Anzat-le-Luguet
- Apchat
- Ardes
- Augnat
- La Chapelle-Marcousse
- Chassagne
- Dauzat-sur-Vodable
- La Godivelle
- Madriat
- Mazoires
- Rentières
- Roche-Charles-la-Mayrand
- Saint-Alyre-ès-Montagne
- Saint-Hérent
- Ternant-les-Eaux